# Nicole Rajoharison
Nicole Rajoharison (ur. 22 sierpnia 1965) – madagaskarska pływaczka.
Brała udział w igrzyskach olimpijskich w 1980 (Moskwa), na których startowała w dwóch konkurencjach (w obu odpadła w eliminacjach).
Najpierw wystartowała w wyścigu na 200 m stylem klasycznym (23 lipca). Miała najgorszy wynik zarówno w swoim wyścigu eliminacyjnym, jak i spośród wszystkich pływaczek (25. miejsce z czasem 3:12,40). Następnego dnia wystartowała w eliminacjach na 100 m stylem klasycznym. Zajęła w swoim wyścigu eliminacyjnym ostatnie miejsce (z czasem 1:24,83), co było 24. wynikiem zawodów (wyprzedziła jedynie Nikaraguankę Garnetę Charwat).
W czasie trwania igrzysk miała około 159 cm wzrostu i 51 kg wagi.